# Bajo los montes de Kolima
Bajo los montes de Kolima es una novela de aventuras e intriga escrita en inglés (Kolymsky Heights) por Lionel Davidson y publicada en 1994. La acción transcurre en gran parte en Kolima, remota ubicación en Siberia.

## Personajes
- Efraím Moisevich Rogachev;  científico ruso. Experto en investigaciones sobre bajas temperaturas. En un viaje a Oxford conoce a Porter y Lazenby. De vuelta a su país, pierde a su esposa en un accidente de tráfico. Acepta el cargo de director en un centro de investigación ultrasecreto en Siberia. Sus investigaciones y descubrimientos le llevan a encontrar un remedio contra la ceguera, pero sus implicaciones en el terreno militar hacen que sus trabajos no sean publicados. Es por ello que decide ponerse en contacto extraoficilmente con el exterior.
- G. F. Lazenby; profesor inglés de Oxford. Rogachev se pone en contacto con él para localizar a Porter. Los servicios secretos lo enviarán a Canadá para convencerlo.
- Jean-Baptiste Porteur, Johnny Porter o Cuervo; indio canadiense del grupo gitksan, de la tribu de los tsimshian, habitantes en la Columbia Británica. Con gran facilidad para el aprendizaje de diversas lenguas desde pequeño, entró a estudiar en una escuela misionera de Vancouver donde se castigaba la utilización de lenguas nativas. Tras escaparse, se enroló en un barco y pasó tres años navegando por todo el mundo. Con diecisiete años entró a estudiar en la Universidad de Victoria, con una beca concedida por el Gobierno. Estudió Biología y Antropología, y se aplicó en el conocimiento de idiomas nativos tanto canadienses como siberianos, para lo cual se desplazó a Rusia para estudiarlos en el lugar. Con veintitrés años, aceptó una beca Rhodes para estudiar en Oxford. Fue allí donde conoció a Lazenby y Rogachev. Durante su misión adopta diferentes identidades: Sung Won Choo, marino coreano; Nikolái D. Jodian (Kolia), ruso de etnia chukchi.
- Tatiana Komarova; oficial médico del distrito de Tcherski. Su padre, también médico, había estado prisionero en el mismo campo de trabajo que Rogachev, quien la conoció con seis años. Estuvo casada con un cardiólogo, aunque se divorciaron. Es la intermediaria entre Rogachev y Porter, y ayudará en su misión a Porter, con quien tendrá una relación sentimental.

## Argumento
En el prólogo, un narrador en primera persona (un científico ruso) se dirige a un amigo suyo explicándole todo lo que le ha pasado desde su último encuentro. Cómo sufrió un accidente de tráfico en que falleció su mujer y cómo él, tras recuperarse de sus graves heridas, entró en un estado de depresión que obligó a su internamiento en una clínica. Allí recibió una visita de un emisario del Estado con una propuesta para dirigir un centro secreto de investigación situado en una zona remota de Siberia, con épocas del año de total oscuridad, temperatura media de cincuenta grados bajo cero y violentos vendavales. En dichas instalaciones, las condiciones de vida y trabajo son más que excelentes, aunque la aceptación de viajar allí conlleva la imposibilidad de volver a la vida normal. Sin pensarlo, aceptó.
En el momento de su llegada, en unas obras para ampliación de las instalaciones, ha aparecido en una grieta producida en el suelo lo que se supone que es un mamut en perfecto estado de conservación. Pero las apariencias engañan, y el hallazgo es, en realidad, mucho más importante de lo esperado.
En el primer capítulo, ya con un narrador omnisciente en tercera persona, se nos cuenta cómo el profesor G. F. Lazenby, de Oxford, recibe un sobre misterioso con remite de Gotemburgo conteniendo un minúsculo criptograma y contacta con un exalumno suyo que trabaja para los Servicios Científicos, un organismo que colabora con los servicios secretos británicos. Descifrado el mensaje y analizado el sobre, la CIA también se suma al interés despertado: en el texto, el emisor pide que le envíen a una persona a quien él conoce para darle una información sumamente importante.
Tras determinar que el emisor del mensaje es el profesor ruso E.M. Rogachev, de quien no se tiene ninguna información desde hace diecisiete años, y averiguar la ubicación del lugar donde se encuentra, logran también adivinar quién es la persona que pide ver: un profesor indígena canadiense con conocimiento de numerosas lenguas, entre ellas el ruso y otras lenguas autóctonas siberianas. Este hombre, llamado  J. B. Porter, había coincidido con Rogachev y Lazenby en Oxford hacía dos décadas, durante una conferencia, y Lazenby es enviado a Canadá para intentar convencer a Porter de que acepte la misión.
Porter acaba aceptando y marcha a Japón, para enrolarse en la tripulación de un barco coreano con destino al Ártico ruso.